# Dioon califanoi
Dioon califanoi là một loài thực vật hạt trần trong họ Zamiaceae. Loài này được De Luca & Sabato mô tả khoa học đầu tiên năm 1979.